# Odo II
Odo II (... – 1032) fu margravio della marca orientale sassone dal gennaio 1030 alla morte e margravio di Lusazia dal 1030 fino alla sua morte.

## Biografia
Era l'unico figlio di Tietmaro IV, margravio della marca orientale sassone. Succedette al padre nel gennaio 1030. Morì due anni dopo molto probabilmente prima di raggiungere la maggior età. Gli successe il cognato Dedi I. La marca orientale sassone, tuttavia, fu così ridotta che non rimase nulla a Dedi eccetto la Bassa Lusazia.